# Annandaliella travancorica
Annandaliella travancorica is een spinnensoort in de taxonomische indeling van de vogelspinnen (Theraphosidae).
Het dier behoort tot het geslacht Annandaliella. De wetenschappelijke naam van de soort werd voor het eerst geldig gepubliceerd in 1909 door Arthur Stanley Hirst, en ze komt voornamelijk voor in West-Ghats in India.